# مطاردة في البندقية
مطاردة في البندقية (بالإنجليزية: A Haunting in Venice)‏ هو فيلم غموض قادم من إخراج كينيث براناه، مبني على رواية حفلة الهالووين للكاتبة أجاثا كريستي. الفيلم من بطولة كينيث براناه، كايل آلن، كاميل كوتان، جيمي دورنان، تينا فاي وجود هيل، من المقرر عرضه في 15 سبتمبر 2023.

## روابط خارجية
- مطاردة في البندقية على موقع IMDb (الإنجليزية)
- مطاردة في البندقية على موقع ميتاكريتيك (الإنجليزية)
- مطاردة في البندقية على موقع روتن توميتوز (الإنجليزية)
- مطاردة في البندقية على موقع ألو سيني (الفرنسية)
- مطاردة في البندقية على موقع فيلمافينيتي (الإسبانية)
- مطاردة في البندقية على موقع قاعدة بيانات الأفلام السويدية (السويدية)
- مطاردة في البندقية على موقع قاعدة بيانات الفيلم (الإنجليزية)
- مطاردة في البندقية على موقع ليتربوكسد (الإنجليزية)
- مطاردة في البندقية على موقع كينوبويسك (الروسية)